# Fußball-Bundesliga/Rekorde/FC Bayern München
Der Artikel Fußball-Bundesliga/Rekorde/FC Bayern München listet die vereinsspezifischen Rekorde des FC Bayern München auf, die mit Bezug auf die Zugehörigkeit zur deutschen Fußball-Bundesliga gehalten werden.
Der Verein ist aktuell Bundesligist (Stand: Saison 2025/26).

Siehe auch: 

## Vorbemerkung
Es besteht eine Unterteilung zwischen Positiv- und Negativrekorden sowie vereinsinternen Bestmarken. Weitere Rekorde, die dem Verein nicht zuzuordnen sind, werden im Hauptartikel unter „Allgemein“ gelistet. Dort bestehen zudem die Rubriken „Trainerspezifische Rekorde“, „Schiedsrichterspezifische Rekorde“ sowie „Sonstige Rekorde“. Es besteht außerdem die Möglichkeit „In nächster Zeit möglicherweise fallende Bestmarken“ im unteren Bereich der Hauptseite festzuhalten, bzw. die neuen Rekorde an die passenden Stellen einzusortieren. Wenn möglich, wird zu einem Positivrekord auch der Negativrekord als Gegenstück gelistet (und andersrum). Die Liste erhebt keinen Anspruch auf Vollständigkeit.

## FC Bayern München
Aktuelle Platzierung in der Ewigen Tabelle der Fußball-Bundesliga: Platz 1 von 58 (Stand: 34. Spieltag 2024/25)

### Positivrekorde

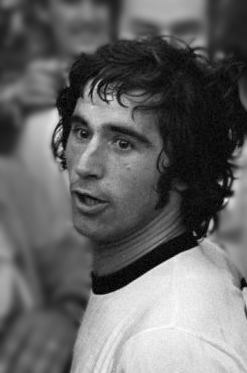
Rekordtorschütze (Gerd Müller, 365 Tore, 1974)

- Platzierung Ewige Bundesliga-Tabelle: 1.[1]
  - meiste Punkte erspielt: 4149 (Stand: 34. Spieltag 2024/25)[1][2]
  - höchste positive Tordifferenz: +2385 (4614:2229, Stand: 34. Spieltag 2024/25)[1]
  - größten Vorsprung gegenüber dem direkten Tabellennachbarn der ewigen Tabelle: 950 Punkte und ein um +1549 Tore besseres Torverhältnis (gegenüber dem zweitplatzierten Borussia Dortmund, Stand: 33. Spieltag 2024/25)[1]
- meiste Tore mit Beteiligung eines Vereins: 6843 (4614:2229, Stand: 34. Spieltag 2024/25)[1]
- meiste Siege: 1237 (Stand: 34. Spieltag 2024/25)[1][3]
  - Borussia Dortmund: 904 (zum Vergleich)
- geringster Gegentorschnitt: 1,09 pro Spiel (2229 Gegentreffer bei 2044 Spielen, Stand: 34. Spieltag 2024/25)[4]
- Anzahl der Meisterschaften: 33 (53,23 % aller Titel, Stand: 2025)
- höchster prozentualer Anteil an gewonnenen Meisterschaften (gemessen an den Teilnahmen): 55,00 % aller Titel (Der FC Bayern nahm an 60 Meisterschaften teil und gewann dabei 33 Titel.)
- einziger Verein mit drei, vier und fünf Sternen auf dem Trikot (für 10, 20 und 30 Meisterschaften)[5]
- einziger Verein der für das Erreichen von 10 Meisterschaften in Folge (2013–2022) von der DFL das goldfarbene Sonderabzeichen Serienmeister erhielt, welches mittig auf Brusthöhe auf dem Trikot aufgebracht ist (zur einmaligen Nutzung am 33. Spieltag der Saison 2021/22).
  - Zur Nutzung in der Saison 2022/23 erhielt der Verein ein Spezial-Logo für den Ärmel.[6]
- Anzahl komplette Spieltage als Tabellenführer: 889 von 2104[7] (42,25 %, Stand: 34. Spieltag 2024/25)[8]
- meiste Spiele in der Geschichte der Bundesliga: 2044 (vor Werder Bremen (2036), Stand: 34. Spieltag 2024/25)[9][10][11]
  - davon auf Tabellenplatz 1: 43,49 %
    - meiste Heimspiele: 1022 (Das 1000. Spiel wurde mit 2:1 gegen RB Leipzig gewonnen; der 750. Sieg war im 1008. Spiel, das 4:0 über den VfB Stuttgart, am 7. Spieltag 2024/25 (762 Siege, 168 Unentschieden und 92 Niederlagen, Torverhältnis: 2806:910, Stand: 33. Spieltag 2024/25.))[12][13][10][14][11][15]
    - meiste Auswärtsspiele: 1021 (Das 1000. Spiel war ein 2:2-Unentschieden beim SC Freiburg am 24. Spieltag 2023/24, 474 Siege, 270 Unentschieden und 277 Niederlagen, Torverhältnis: 1804:1319, Stand: 33. Spieltag 2024/25)[13][11][15]
- meiste Heimsiege: 762 (bei 1022 Spielen, Stand: 33. Spieltag 2024)[16][15]
- meiste Auswärtssiege: 475 (bei 1022 Spielen, Stand: 34. Spieltag 2024)[16][15]
- an den meisten Spielzeiten der Bundesliga teilgenommen: 60 von 62 möglichen (1965/66 bis 2024/25, laufend, ohne Abstieg, Stand: 2024/25; gemeinsam mit Werder Bremen, die an den Spielzeiten 1980/81 und 2021/22 (jeweils nach Abstieg) nicht teilnahmen)[1][17]
- meiste Vizemeistertitel: 10 (Stand: 2024/25)[18]
- meiste Spiele ohne Gegentor: 737 (Stand: 34. Spieltag 2024/25)[19]
- erste Mannschaft, die drei Meisterschaften in Folge gewann (1972–1974)
- einzige Mannschaft, die vier Meisterschaften in Folge gewann (2013–2016)
- einzige Mannschaft, die fünf Meisterschaften in Folge gewann (2013–2017)
- einzige Mannschaft, die sechs Meisterschaften in Folge gewann (2013–2018)
- einzige Mannschaft, die sieben Meisterschaften in Folge gewann (2013–2019)
- einzige Mannschaft, die acht Meisterschaften in Folge gewann (2013–2020)
- einzige Mannschaft, die neun Meisterschaften in Folge gewann (2013–2021)
- einzige Mannschaft, die zehn Meisterschaften in Folge gewann (2013–2022)
- einzige Mannschaft, die elf Meisterschaften in Folge gewann (2013–2023; 18,33 % aller Titel bis dato in Serie)[20]
- Anzahl der Meisterschaften vor der Deutschen Wiedervereinigung: 11 (39,29 % aller Titel bis zu diesem Zeitpunkt)
- Anzahl der Meisterschaften nach der Deutschen Wiedervereinigung: 22 (64,71 % aller Titel in der gesamtdeutschen Bundesliga, Stand: 2025)
- frühester Herbstmeister: nach 14 Spieltagen (2012/13)
- Anzahl Herbstmeisterschaften: 27, davon in Folge: 7 (2011/12–2017/18, Stand: 2024/25)[21][22]
- frühester Meister: nach 27 Spieltagen (2013/14)
- Anzahl Punkte innerhalb einer Saison (Drei-Punkte-Regel): 91 (2012/13)
- Anzahl Heimpunkte innerhalb einer Saison (nach der Drei-Punkte Regel): 49 (1972/73)
 (gemeinsam mit dem FC Schalke 04 (1971/72) und dem VfL Wolfsburg (2008/09))
- Anzahl Auswärtspunkte innerhalb einer Saison (Drei-Punkte-Regel): 47 (2012/13)[23]
- Anzahl Punkte am Saisonende auf den Tabellenzweiten: 25 (2012/13, auf Borussia Dortmund)[24]
- Anzahl Punkte am Hinrundenende auf den Tabellenzweiten: 11 (2014/15, auf den VfL Wolfsburg)[25]
- 1000. Sieg im 1714. Bundesligaspiel seit dem 14. August 1965 (1. Spieltag) – als erste Mannschaft
- Anzahl Siege innerhalb einer Saison: 29 (2012/13, 2013/14)
- Anzahl Heimsiege innerhalb einer Saison: 16 (1972/73, gemeinsam mit dem FC Schalke 04, 1971/72 und dem VfL Wolfsburg, 2008/09)
- Anzahl Heimsiege in Folge innerhalb einer Saison: 16 (20. September 1972 – 26. Mai 1973)
- Anzahl Heimsiege in Folge: 26 (27. November 1971 – 26. Mai 1973)
- Anzahl Heimsiege in Folge gegen Aufsteiger mit mindestens vier erzielten Toren: 8 (laufend, Stand: 13. Spieltag 2024/25)[26][27]
- Anzahl Auswärtssiege innerhalb einer Saison: 15 (2012/13)
- Anzahl Auswärtssiege in Folge innerhalb einer Saison: 10 (2. November 2013 – 25. März 2014 und 18. Dezember 2019 – 27. Juni 2020)
- Anzahl Auswärtssiege eines Aufsteigers in einer Saison: 8 (1965/66, gemeinsam mit Hannover 96, 2002/03 und RB Leipzig, 2016/17, Stand: 34. Spieltag 2023/24)[28]
- Anzahl Siege eines Aufsteigers in einer Saison: 20 (1965/66, gemeinsam mit RB Leipzig, 2016/17, Stand: 34. Spieltag 2023/24)[28]
- Anzahl Siege in Folge ab Saisonbeginn: 10 (14. August 2015 – 24. Oktober 2015)
- Anzahl Siege in Folge ab Rückrundenbeginn: 14 (19. Januar 2013 – 27. April 2013)
- Anzahl Siege in Folge bis Saisonende: 13 (16. Februar 2020 – 27. Juni 2020)
- Anzahl Siege in Folge: 19 (19. Oktober 2013 – 25. März 2014)
- Anzahl Siege innerhalb Hinrunde: 15 (2013/14, 2015/16)
- Anzahl Siege innerhalb Rückrunde: 16 (2012/13, 2019/20)
- Anzahl Spiele in Folge ohne Niederlage im Duell mit einem anderen Gegner: 28 (gegen Werder Bremen, 24 Siege und 4 Unentschieden, bis einschließlich 1. Spieltag 2023/24)[29][30][9][31][32][33]
- meiste Spiele in Folge ohne 0:0-Endstand: 170 (bis 21. Spieltag 2024/35, Serie riss nach mehr als 5 Jahren, beim 0:0-Unentschieden bei Bayer Leverkusen, Stand: 24. Spieltag 2024/25)[3][34][35][36][37][38][39][40][41][42][43][44][45][46][47][48][49][50][51][52][53][54][55][56]
  - Statistik hierzu:
    - Torverhältnis: 489:192
    - Siege: 122
    - Unentschieden: 25
    - Niederlagen 23
    - FC Bayern traf selbst: in 166 Spielen
    - FC Bayern traf zuletzt in Folge selbst: in 28 Spielen[57]
    - FC Bayern traf nicht selbst: in 4 Spielen
    - FC Bayern kassierte mindestens einen Gegentreffer: in 112 Spielen
    - FC Bayern blieb ohne Gegentreffer: in 58 Spielen
- Anzahl Siege in Folge gegen einen Trainer: 14 (gegen Bruno Labbadia, laufend, Stand: Saisonende 2023/24)[58]
- Anzahl Spiele mit mindestens einem erzielten Tor innerhalb einer Saison: je alle 34 (3×)
  - 2012/13
  - 2020/21
  - 2021/22
- Anzahl Spiele ohne Gegentor innerhalb einer Saison: 22 (2014/15)
- Anzahl Auswärtsspiele ohne Gegentor innerhalb einer Saison: 12 (2012/13)
- Beste Tordifferenz innerhalb einer Saison: +80 (2012/13)
- Beste Heim-Tordifferenz innerhalb einer Saison: +49 (1971/72)
- Beste Auswärts-Tordifferenz innerhalb einer Saison: +38 (2013/14)
- Anzahl Heimtore innerhalb einer Saison: 69 (1971/72)
- Anzahl Auswärtstore innerhalb einer Saison: 49 (2021/22)[59]
- Anzahl Auswärtstore innerhalb eines Kalenderjahres: 47 (2024; gemeinsam mit RB Leipzig, 2019, Stand: 2024)[60]
- Anzahl Tore innerhalb einer Saison: 101 (1971/72)
- Anzahl Tore in der ersten Spielhälfte innerhalb einer Saison: 57 (2022/23)[61][62]
- Anzahl Tore in der zweiten Spielhälfte innerhalb einer Saison: 62 (1971/72)[63]
- Anzahl Heimspiele in Folge mit mindestens 3 erzielten Toren: 11 (1993)[64][65]
- beste Bilanz nach 4 Spieltagen: 12 Punkte 16:3 Tore (2024/25)[66]
- torreichstes Torverhältnis nach 4 Spieltagen: 25 Tore (17:8, 2020/21)[67]
- meiste Punkte nach 11 Spieltagen: 31 (2015/16, gemeinsam mit Bayer Leverkusen 2023/24)[68]
  - beste Bilanz nach 11 Spieltagen: 31 Punkte und 33:4 Tore (2015/16)[68]
- meiste Punkte nach 12 Spieltagen: 34 (2015/16, gemeinsam mit Bayer Leverkusen 2023/24)[69][70]
  - beste Bilanz nach 12 Spieltagen: 34 Punkte und 37:4 Tore (2015/16)[70]
- meiste Punkte nach 15 Spieltagen: 41 (2013/14)[71][72]
- meiste Punkte nach 16 Spieltagen: 44 (2013/14)[71][72]
- meiste Punkte nach 17 Spieltagen: 47 (2013/14)[71][72]
- meiste Punkte nach 18 Spieltagen: 50 (2013/14)[71][72]
- meiste Punkte nach 19 Spieltagen: 53 (2013/14)[71][72]
- meiste Punkte nach 20 Spieltagen: 56 (2013/14)[71][72]
- meiste Punkte nach 21 Spieltagen: 59 (2013/14)[71][72]
- meiste Punkte nach 22 Spieltagen: 62 (2013/14)[71][72]
- meiste Punkte nach 23 Spieltagen: 65 (2013/14)[71][72]
- meiste Punkte nach 24 Spieltagen: 68 (2013/14)[71][72]
- meiste Punkte nach 25 Spieltagen: 71 (2013/14)[71][72]
- meiste Punkte nach 26 Spieltagen: 74 (2013/14)[71][72]
- meiste Punkte nach 27 Spieltagen: 77 (2013/14)[71][72]
- beste Bilanz nach 32 Spieltagen: 85 Punkte und 91:15 Tore (2012/13)[73]
- beste Auswärtsbilanz nach den ersten 3 Auswärtsspielen: 9 Punkte und 14:3 (+11) Tore (2024/25)[74]
- meiste Auswärtstore nach den ersten 3 Auswärtsspielen: 14 (2×)[74]
  - 2022/23 (14:2)
  - 2024/25 (14:3)
- Anzahl Auswärtstore im Duell mit einem Gegner: 101 (gegen den VfB Stuttgart, nach 55 Gastspielen, Stand: Saisonende 2023/24)[75][58]
- einziger Spieler, der in jedem der ersten 6 Auswärtsspiele einer Saison mindestens einen Treffer erzielte: Jamal Musiala (6 Tore, erste 6 Auswärtsspiele 2024/25, Stand: 13. Spieltag 2024/25)[76]
- Anzahl Tore am 1. Spieltag: 8 (2020/21)[77]
- Anzahl Tore am 3. Spieltag: 15 (2022/23)[78]
- Anzahl Tore am 5. Spieltag: 22 (2020/21)
- Anzahl Tore am 7. Spieltag: 27 (2020/21), gemeinsam mit Borussia Mönchengladbach, 1973/74[79]
- Anzahl Tore am 8. Spieltag: 29 (3×)[80][81]
  - 2024/25
  - 2021/22
  - 1976/77
- Anzahl Tore am 9. Spieltag: 34 (2023/24)[82]
- Anzahl Tore am 10. Spieltag: 38 (2×)[83][84][85]
  - 2023/24
  - 2021/22
- Anzahl Tore am 11. Spieltag: 42 (2023/24)[86][87][88]
- Anzahl Tore am 12. Spieltag: 43 (2023/24)[89][87][90]
- Anzahl Tore am 13. Spieltag: 2× je 44 Tore[91]
  - 1976/77
  - 2023/24[92]
    - Anzahl Tore nach 13 Spielen in einer Saison: 44 (2×)
      - 1976/77[91]
      - 2023/24 (14. Spieltag wurde vor dem 13. absolviert; 13. Spieltag 2023/24 wurde am 24. Januar 2023/24 nach dem 18. Spieltag nachgeholt)[92][92]
- Anzahl Tore am 14. Spieltag: 48 (1976/77)[93]
  - Anzahl Tore nach 14 Spielen 2023/24: 47 (14. Spieltag vor dem 13. absolviert; 13. Spieltag 2023/24 wurde am 24. Januar 2023/24 nach dem 18. Spieltag nachgeholt)[94]
- Anzahl Tore am 16. Spieltag: 52 (vor dem letzten Spieltag Hinrunden-Rekord, 2021/22)[95]
  - auch Anzahl Tore nach 16 Spielen: 52 (2023/24; 13. Spieltag 2023/24 wurde am 24. Januar 2023/24 nach dem 18. Spieltag nachgeholt)[96]
- Anzahl Tore am 17. Spieltag: 56 (Hinrundenrekord, 2021/22)[97][98]
- Anzahl Tore am 18. Spieltag: 57 (2021/22)[99]
- Anzahl Tore am 19. Spieltag: 61 (2021/22)[100]
- Anzahl Tore am 20. Spieltag: 65 (2021/22)[101]
- Anzahl Tore am 21. Spieltag: 68 (2021/22)[102]
- Anzahl Tore am 22. Spieltag: 70 (2021/22)
- Anzahl Tore am 23. Spieltag: 74 (2021/22)[103]
- Anzahl Tore am 24. Spieltag: 75 (2021/22)[104]
- Anzahl Tore am 25. Spieltag: 76 (2021/22)[105]
- Anzahl Tore am 26. Spieltag: 78 (2×)[106][107][108]
  - 2023/24
  - 2020/21
- Anzahl Tore am 27. Spieltag: 81 (2021/22)[109]
- Anzahl Tore am 28. Spieltag: 85 (2021/22)[110]
- Anzahl Tore am 29. Spieltag: 86 (2019/20 und 2021/22)
- Anzahl Tore am 30. Spieltag: 90 (2019/20)
- Anzahl Tore am 31. Spieltag: 92 (2019/20 und 2021/22)[111]
- Anzahl Tore am 32. Spieltag: 95 (1971/72)
- Anzahl Tore in einem Kalenderjahr: 116 (2021, in 38 Partien)
- Anzahl Auswärtstore in einer Hinrunde: 27 (2021/22; gemeinsam mit Werder Bremen, 2006/07, Stand: 2024/25)[112]
- Anzahl Tore gegen einen anderen Torhüter: 73 (gegen Oliver Baumann, Stand: 17. Spieltag 2024/25)[113]
- wenigste Auswärtsniederlagen in einem Kalenderjahr: keine Niederlage (2×; einmal gelang dies auch Bayer Leverkusen: 2024)[114]
  - 1986
  - 2013
  - am häufigsten die wenigsten Auswärtsniederlagen in einem Kalenderjahr kassiert: keine Niederlage (2×)[114]
    - 1986
    - 2013
- Anzahl Auswärtstore in den ersten 5 Auswärtsspielen einer Saison: 22 (2024/25, Stand: 9. Spieltag 2024/25)[115]
- meiste Auswärtsspiele in Folge mit mindestens 3 erzielten Toren: 5 (2×)[115]
  - in den ersten 5 Auswärtsspielen 2024/25 ((Serie: 3, 6, 5, 3, 5), insgesamt 22 Tore, Stand: 10. Spieltag 2024/25)
  - 2019/20
- Anzahl Gegentore innerhalb einer Saison: 17 (2015/16)
- Anzahl Gegentore in der Hinrunde einer Saison: 4 (2014/15)
- Anzahl Gegentore in der Rückrunde einer Saison: 9 (2015/16)
- Anzahl Gegentore am 16. Spieltag: 3 (2014/15)
- Anzahl Gegentore am 17. Spieltag: 4 (2014/15)
- Anzahl Gegentore am 21. Spieltag: 7 (2012/13)
- Anzahl Gegentore am 30. Spieltag: 13 (2014/15)
- Anzahl Auswärtsgegentore innerhalb einer Saison: 7 (2012/13)
- Anzahl Punkte innerhalb einer Hinrunde: 47 (15 Siege, 2 Unentschieden, keine Niederlage; 2013/14)
- Anzahl Punkte innerhalb einer Rückrunde: 49 (16 Siege, 1 Unentschieden, keine Niederlage; 2012/13, 2019/20)
- Anzahl Punkte innerhalb eines Kalenderjahres: 93 (33 Spiele, 30 Siege, 3 Unentschieden, keine Niederlage; 2013)
- Tordifferenz am 01. Spieltag: +8 (8:0; 2020/21)
- Tordifferenz am 03. Spieltag: +14 (15:1; 2022/23)[78]
- Tordifferenz am 04. Spieltag: +14 (16:2; 2022/23)
- Tordifferenz am 06. Spieltag: +18 (23:5; 2021/22)
- Tordifferenz am 07. Spieltag: +20 (2×, 21:1; 2011/12 und 23:3; 2015/16)
- Tordifferenz am 08. Spieltag: +24 (2×, 26:2; 2012/13 und 28:4; 2015/16)
- Tordifferenz am 10. Spieltag: +31 (38:7; 2023/24)[116][85]
- Tordifferenz am 11. Spieltag: +33 (42:9; 2023/24)[87][117]
- Tordifferenz am 12. Spieltag: +34 (43:9; 2023/24)[118][89]
- Tordifferenz am 13. Spieltag: +35 (40:5; 2015/16)
- Tordifferenz am 15. Spieltag: +36 (49:13; 2022/23)[119]
- Tordifferenz am 17. Spieltag: +40 (2×, Stand: 17. Spieltag 2024/25)[98]
  - 56:16 (2021/22)
  - 53:13 (2024/25)
- Tordifferenz am 20. Spieltag: +46 (65:19; 2021/22)
- Tordifferenz am 21. Spieltag: +47 (68:21; 2021/22)
- 87 Spiele in Folge erzielte der FC Bayern mindestens ein Tor (16. Februar 2020 – 10. September 2022).[120]
- Anzahl Spiele in Folge mit mindestens zwei erzielten Toren: 20 (19. Oktober 2013 – 29. März 2014)
- Anzahl Spiele mit mindestens 6 erzielten Toren innerhalb einer Saison: 5 (2022/23)[61][121]
- Anzahl Siege mit mindestens zwei erzielten Toren innerhalb einer Saison: 24 (2012/13)
- Anzahl Spiele in Folge mit mindestens fünf erzielten Toren: 3 (2. März 2019 – 17. März 2019)
 (gemeinsam mit Hannover 96 (1965/66), dem 1. FC Kaiserslautern (1983/84) und Borussia Dortmund (2019/20))
- Anzahl Auswärtsspiele in Folge mit mindestens drei erzielen Toren: 5 (18. Dezember 2019 – 29. Februar 2020)
- Anzahl ungeschlagene Spiele in Folge: 53 (3. November 2012 – 29. März 2014, der FC Augsburg beendete beim 0:1 durch Sascha Mölders die Serie)[122]
- Anzahl ungeschlagene Heimspiele in Folge: 73 (11. April 1970 – 14. September 1974)
 (Nachholspiel 1969/70 vom 19. Spieltag am 15. April 1970 Bayern München – Borussia Mönchengladbach 1:0 mit eingerechnet)[123]
- Anzahl ungeschlagener Spiele in Folge in der Hinrunde: 56 (3. November 2012 – 28. November 2015)
- Anzahl Auswärtsspiele ohne Gegentor in Folge ab Saisonbeginn: 5 (25. August 2012 – 3. November 2012)
- Anzahl zugelassener Auswärtstore in der Hinrunde: 1 (2012/13)
- Anzahl Spieler mit denen die Meisterschaft gewonnen wurde: 13 (1968/69)
- Höchsten Tor-Rückstand in Sieg verwandelt (0:4 zu 6:5 am 18. September 1976 beim VfL Bochum)[124][125]
- Höchster Sieg zum Saisonauftakt: 8:0 (2020/21 gegen den FC Schalke 04)
- meiste Spiele gegen einen anderen Gegner ohne Niederlage: 12 (8 Siege und 4 Unentschieden, gegen Union Berlin, laufend, Stand: 34. Spieltag 2024/25)[126][127][128][129][130][131][132][133]
- Anzahl Siege in Folge gegen einen anderen Gegner: 19 (Werder Bremen, 23. Januar 2010 – 16. Juni 2020)
- Anzahl Heimsiege in Folge gegen einen anderen Gegner: 15 (VfL Wolfsburg, 16. November 2002 – 10. Dezember 2016)
- Anzahl Heimspiele gegen einen anderen Gegner, ohne dass der Gegner je gewann: 28 (gegen den VfL Wolfsburg, 26 Siege und 2 Unentschieden, laufend, Stand: 18. Spieltag 2024/25)[134][135]
- Anzahl Auswärtssiege in Folge im Duell mit einem anderen Gegner: 15 (Werder Bremen, seit 23. Januar 2010, laufend, Stand: 4. Spieltag 2024/25)[51]
- Anzahl Siege im Duell gegen einen anderen Gegner: 71 (gegen den VfB Stuttgart, bei 112 Spielen, Stand: 24. Spieltag 2024/25)[136][12][137][138][139]
- gewann am häufigsten gegen einen bestimmten Spieler: 2 Spieler (je 13 Siege aus 13 Spielen, jeweils laufend, Stand: 21. Spieltag 2024/25)[140]
  - Miloš Veljković (immer mit Werder Bremen, verlor bei allen 13 Versuchen)
  - Koo Ja-cheol (mit 3 Vereinen, verlor bei allen 13 Versuchen)
    - mit dem VfL Wolfsburg
    - mit dem FC Augsburg
    - mit Mainz 05
- In 65 aufeinanderfolgenden Bundesliga-Heimspielen traf der FC Bayern München mindestens einmal (Februar 2020 bis Januar 2024).[29][30][45][141][138][142][143][144][145]
- In 54 aufeinanderfolgenden Bundesliga-Auswärtsspielen traf der FC Bayern München mindestens einmal (2. Spieltag 2019/20 – 5. Spieltag 2022/23).[146]
  - damit erster Verein, der in zwei aufeinanderfolgenden Saisons in allen Auswärtsspielen mindestens ein Tor erzielte (2019/20 und 2020/21)
  - damit erster Verein, der in drei aufeinanderfolgenden Saisons in allen Auswärtsspielen mindestens ein Tor erzielte (2019/20, 2020/21 und 2021/22)
- meiste Spiele in Folge ohne Niederlage gegen einen anderen Gegner, der auf einem direkten Abstiegsplatz stand: 58 (seit März 2008, laufend, zuletzt 21 Siege, Stand: 21. Spieltag 2024/25)[147][148][149][150]
- am häufigsten Tabellenführer nach dem 1. Spieltag: 13× (Stand: 2024/25)[151]
- meiste Tore an ersten Spieltagen: 151 (Stand: 2024/25)[151]
- meiste Meisterschaften eines Spielers: 13 (Thomas Müller, 2010, 2013–2023 und 2025)[152][153]
- meiste Meisterschaften eines Torhüters: 12 (Manuel Neuer, 2013–2023 und 2025)[152][153][154]
- meiste Meisterschaften eines ausländischen Spielers: 10 (David Alaba, Österreicher; gemeinsam mit Robert Lewandowski, Pole (8× mit dem FC Bayern und 2× mit Borussia Dortmund; siehe auch unter Allgemein), Stand: Saisonende 2023/24)[155]
- meiste Meisterschaften eines ausländischen Torhüters: 3 (Jean-Marie Pfaff, Belgier, Stand: Saisonende 2023/24)[156]
- Feldspieler mit den meisten Meisterschaften in Folge: Thomas Müller (11, 2013–2023)[157]
- Torhüter mit den meisten Meisterschaften in Folge: Manuel Neuer (11, 2013–2023)[157]
- meiste Siege eines Spielers: 362 (Thomas Müller, nach 503 Einsätzen, Stand: 34. Spieltag 2024/25)[158][3][159][160][161][162][163][164][165][166][142][167][168][169][170]
  - auch meiste Siege eines Spielers für einen Verein: 360 (Thomas Müller, nach 500 Einsätzen, Stand: 31. Spieltag 2024/25)[158][171][3][159][170]
  - auch erster Spieler, mit 350 Siegen: Thomas Müller (350. Sieg am 15. Spieltag 2024/25)[159]
  - auch Spieler, der 350 Siege mit den wenigsten Einsätzen erreichte: Thomas Müller (nach 488 Einsätzen, am 15. Spieltag 2024/25)[159]
- meiste Siege eines Torhüters für einen Verein: 299 (Oliver Kahn, Stand: 17. Spieltag 2024/25)[170]
- Rekordtorschütze: Gerd Müller (365)[172]
- meiste Spiele mit Torerfolg: Gerd Müller (228)[173]
- meiste Tore nach Vollendung des 30. Lebensjahres: Robert Lewandowski (133)[173]
- meiste Auswärtstore innerhalb einer Saison: 19 (Robert Lewandowski, 2021/22)[146]
- meiste Bundesliga-Tore in einer Saison: 41 (Robert Lewandowski 2020/21)[174]
- meiste Bundesliga-Tore in einem Kalenderjahr: 43 (Robert Lewandowski, 2021, bei 34 Einsätzen)[97]
- Ausländer mit den meisten Saisontoren: 41 (Robert Lewandowski, Pole, 2020/21)
- meiste Bundesliga-Heimspiele in Folge mit Torerfolg: 13 (Robert Lewandowski, 16. Dezember 2020 – 18. September 2021)[175]
- meiste Auswärtsspiele in Folge mit Torerfolg: 8 (Robert Lewandowski, 17. Oktober 2020 – 24. Januar 2021)[176]
- stellte am häufigsten den Bundesliga-Torschützenkönig: 23× (in Reihenfolge durch: Gerd Müller 7×, Karl-Heinz Rummenigge 3×, Roland Wohlfarth 2×, Giovane Élber 1×, Luca Toni 1×, Mario Gómez 1×, Robert Lewandowski 6×, Harry Kane 2×; Stand: 2024/25)[177]
- am häufigsten Bundesliga-Torschützenkönig: 7× (Gerd Müller (immer für den FCB), gemeinsam mit Robert Lewandowski (6× für den FCB, 1× für Borussia Dortmund))[177]
- am häufigsten Bundesliga-Torschützenkönig für einen Verein: 7× (Gerd Müller)[177]
- am häufigsten Bundesliga-Torschützenkönig in Folge: 5× (Robert Lewandowski, insgesamt 7×)[178]
- am häufigsten in Folge mehr als 30 Tore in einer Saison erzielt: 3× (Robert Lewandowski, Stand: Saisonende 2023/24)[179]
  - 2019/20 (34 Tore)
  - 2020/21 (41 Tore, Rekord)
  - 2021/22 (35 Tore)
- jüngster Bundesliga-Torschützenkönig: Gerd Müller (21 Jahre, 1967/68)[180]
- meiste Tore, die nicht zum Torschützenkönig gereicht haben: 30 (Robert Lewandowski, 2016/17; Pierre-Emerick Aubameyang schoss 31 Tore für Borussia Dortmund)[181]
- einziger Spieler, der in seinen ersten beiden Spielzeiten jeweils Torschützenkönig wurde: Harry Kane (2 Spielzeiten in Folge, laufend, insgesamt 62 Tore, Stand: 2024/25)[126][182]
  - 2023/24 (36 Tore)
  - 2024/25 (26 Tore)
- einziger Spieler, der in seinen ersten beiden Spielzeiten jeweils mindestens 25 Tore erzielte: Harry Kane (2 Spielzeiten in Folge, laufend, insgesamt 62 Tore, Stand: 2024/25)[183][153][182]
  - 2023/24 (36 Tore)
  - 2024/25 (26 Tore)
- einziger Spieler, der in seinen ersten beiden Spielzeiten jeweils mindestens 26 Tore erzielte: Harry Kane (2 Spielzeiten in Folge, laufend, insgesamt 62 Tore, Stand: 2024/25)[182]
  - 2023/24 (36 Tore)
  - 2024/25 (26 Tore)
- jeweils die meisten Bundesliga-Tore eines Spielers nach diversen Spieltagen (der Verein hält mit drei Spielern 30 der 34 möglichen Bestwerte):[181]
  - 6 Tore nach 2 Spieltagen: Gerd Müller (1977/78)
  - 7 Tore nach 3 Spieltagen: Gerd Müller (1977/78)
  - 10 Tore nach 5 Spieltagen: Robert Lewandowski (2020/21; gemeinsam mit Serhou Guirassy, VfB Stuttgart (2023/24))[184]
  - 10 Tore nach 6 Spieltagen: 2× Robert Lewandowski (2019/20 und 2020/21 (in 5 Einsätzen))[185]
  - 14 Tore nach 9 Spieltagen: Gerd Müller (1968/69; gemeinsam mit Serhou Guirassy, VfB Stuttgart (2023/24 (in acht Einsätzen)))[186]
  - 15 Tore nach 10 Spieltagen: 2×[187][188]
    - Harry Kane (2023/24)
    - Gerd Müller (1968/69)

  - 17 Tore nach 11 Spieltagen: Harry Kane (2023/24)[87][189][188]
  - 18 Tore nach 12 Spieltagen: Harry Kane (2023/24)[188][190][70]
  - 18 Tore nach 13 Spieltagen: Harry Kane (2023/24, Stand: 24. Januar 2024)[188][92]
  - 20 Tore nach 14 Spieltagen: Gerd Müller (1968/69)
    - 20 Tore nach 14 Spielen: Harry Kane (2023/24, Stand: 17. Dezember 2023/24; 13. Spieltag wurde erst am 24. Januar 2024 nach dem 18. Spieltag nachgeholt)[188][92]

  - 21 Tore nach 15 Spieltagen: Harry Kane (2023/24, Stand: 24. Januar 2024)[191][188][92]
  - 21 Tore nach 16 Spieltagen: 2× (Stand: 24. Januar 2024)[191][188][92]
    - Robert Lewandowski (2020/21 (in 15 Einsätzen))
    - Harry Kane (2023/24)

  - 22 Tore nach 16 Spielen (Harry Kane, 2023/24)[192][141][191][188][92]
  - 22 Tore nach 17 Spieltagen: (2×, Stand: 24. Januar 2024)[141][191][188][92]
    - Robert Lewandowski (2020/21, in 16 Einsätzen)
    - Harry Kane (2023/24, in 16 Einsätzen)

  - 23 Tore nach 18 Spieltagen: Robert Lewandowski (2020/21 (in 17 Einsätzen))
  - 24 Tore nach 19 Spieltagen: Robert Lewandowski (2020/21 (in 18 Einsätzen))
  - 24 Tore nach 20 Spieltagen: Robert Lewandowski (2020/21 (in 19 Einsätzen))
  - 25 Tore nach 21 Spieltagen: Robert Lewandowski (2020/21 (in 20 Einsätzen))
  - 26 Tore nach 22 Spieltagen: 2× Robert Lewandowski (2019/20 und 2020/21 (in 21 Einsätzen))
  - 28 Tore nach 23 Spieltagen: 2× Robert Lewandowski (2019/20 und 2020/21 (in 22 Einsätzen))
  - 31 Tore nach 24 Spieltagen: Robert Lewandowski (2020/21 (in 23 Einsätzen))
  - 32 Tore nach 25 Spieltagen: Robert Lewandowski (2020/21 (in 24 Einsätzen))
  - 35 Tore nach 26 Spieltagen: Robert Lewandowski (2020/21 (in 25 Einsätzen))
  - 35 Tore nach 27 Spieltagen: Robert Lewandowski (2020/21 (in 25 Einsätzen))
  - 35 Tore nach 28 Spieltagen: Robert Lewandowski (2020/21 (in 25 Einsätzen))
  - 35 Tore nach 29 Spieltagen: Robert Lewandowski (2020/21 (in 25 Einsätzen))
  - 36 Tore nach 30 Spieltagen: Gerd Müller (1971/72)
  - 37 Tore nach 31 Spieltagen: Gerd Müller (1971/72)
  - 40 Tore nach 32 Spieltagen: Gerd Müller (1971/72)
  - 40 Tore nach 33 Spieltagen: 2×
    - Robert Lewandowski (2020/21 (in 28 Einsätzen))
    - Gerd Müller (1971/72)

  - 41 Tore nach 34 Spieltagen: Robert Lewandowski (2020/21 (in 29 Einsätzen))[193]
- meiste Tore nach den ersten 9 Einsätzen: 12 (Harry Kane, 2023/24, Stand: 34. Spieltag 2024/25)[188][27]
- meiste Tore nach den ersten 10 Einsätzen: 15 (Harry Kane, 2023/24, Stand: 34. Spieltag 2024/25)[188][187]
- meiste Tore nach den ersten 11 Einsätzen: 17 (Harry Kane, 2023/24, Stand: 34. Spieltag 2024/25)[188][194]
- meiste Tore nach den ersten 12 Einsätzen: 18 (Harry Kane, 2023/24)[195][189][70]
- meiste Tore nach den ersten 13 Einsätzen: 18 (Harry Kane, 2023/24, Stand: 34. Spieltag 2024/25)[196]
- meiste Tore nach den ersten 14 Einsätzen: 20 (Harry Kane, 2023/24, Stand: 34. Spieltag 2024/25)[196][197]
- meiste Tore nach den ersten 15 Einsätzen: 21 (Harry Kane, 2023/24, Stand: 34. Spieltag 2024/25)[191][188]
- meiste Tore nach den ersten 16 Einsätzen: 22 (Harry Kane, 2023/24, Stand: 34. Spieltag 2024/25)[141][188]
  - auch meiste Tore nach den ersten 17 Einsätzen: 22 (Harry Kane, 2023/24, Stand: 34. Spieltag 2024/25)[198]
  - auch meiste Tore nach den ersten 18 Einsätzen: 22 (Harry Kane, 2023/24, Stand: 34. Spieltag 2024/25)[198]
- meiste Tore nach den ersten 19 Einsätzen: 23 (Harry Kane, 2023/24, Stand: 34. Spieltag 2024/25)[198]
- meiste Tore nach den ersten 20 Einsätzen: 24 (Harry Kane, 2023/24, Stand: 34. Spieltag 2024/25)[199]
- meiste Tore nach den ersten 21 Einsätzen: 24 (Harry Kane, 2023/24, Stand: 34. Spieltag 2024/25)[199]
- meiste Tore nach den ersten 22 Einsätzen: 25 (Harry Kane, 2023/24, Stand: 34. Spieltag 2024/25)[199]
- meiste Tore nach den ersten 23 Einsätzen: 27 (Harry Kane, 2023/24, Stand: 34. Spieltag 2024/25)[10]
- meiste Tore nach den ersten 24 Einsätzen: 27 (Harry Kane, 2023/24, Stand: 34. Spieltag 2024/25)[10][11]
- meiste Tore nach den ersten 25 Einsätzen: 30 (Harry Kane, 2023/24, Stand: 34. Spieltag 2024/25)[149][10][11]
- meiste Tore nach den ersten 30 Einsätzen: 33 (Harry Kane, 2023/24, Stand: 34. Spieltag 2024/25)[129]
- meiste Tore nach den ersten 31 Einsätzen: 35 (Harry Kane, Stand: 34. Spieltag 2024/25)[40]
- meiste Tore nach den ersten 32 Einsätzen: 36 (Harry Kane, Stand: 34. Spieltag 2024/25)[39]
- meiste Tore nach den ersten 34 Einsätzen: 37 (Harry Kane, Stand: 34. Spieltag 2024/25)[37]
- meiste Tore nach den ersten 35 Einsätzen: 40 (Harry Kane, Stand: 34. Spieltag 2024/25)[200]
- meiste Tore nach den ersten 36 Einsätzen: 41 (Harry Kane, Stand: 34. Spieltag 2024/25)[200]
- meiste Tore nach den ersten 37 Einsätzen: 41 (Harry Kane, Stand: 34. Spieltag 2024/25)[200]
- meiste Tore nach den ersten 38 Einsätzen: 41 (Harry Kane, Stand: 34. Spieltag 2024/25)[200]
- meiste Tore nach den ersten 39 Einsätzen: 44 (Harry Kane, Stand: 34. Spieltag 2024/25)[12][200][137]
- meiste Tore nach den ersten 40 Einsätzen: 45 (Harry Kane, Stand: 34. Spieltag 2024/25)[201][12][200][137]
- meiste Tore nach den ersten 41 Einsätzen: 47 (Harry Kane, Stand: 34. Spieltag 2024/25)[128][201][12][200][137]
- meiste Tore nach den ersten 42 Einsätzen: 47 (Harry Kane, Stand: 34. Spieltag 2024/25)[128][201][12][200][137]
- meiste Tore nach den ersten 43 Einsätzen: 50 (Harry Kane, Stand: 34. Spieltag 2024/25)[202][203][128][201][12][137]
- meiste Tore nach den ersten 44 Einsätzen: 50 (Harry Kane, Stand: 34. Spieltag 2024/25)[203][128][201][12][137]
- meiste Tore nach den ersten 45 Einsätzen: 50 (Harry Kane, Stand: 34. Spieltag 2024/25)[203][128][201]
- meiste Tore nach den ersten 46 Einsätzen: 51 (Harry Kane, Stand: 34. Spieltag 2024/25)[203][128][201][35]
- meiste Tore nach den ersten 47 Einsätzen: 52 (Harry Kane, Stand: 34. Spieltag 2024/25)[203][128][201]
- meiste Tore nach den ersten 48 Einsätzen: 52 (Harry Kane, Stand: 34. Spieltag 2024/25)[98]
- meiste Tore nach den ersten 49 Einsätzen: 53 (Harry Kane, Stand: 34. Spieltag 2024/25)[204][98]
- meiste Tore nach den ersten 50 Einsätzen: 55 (Harry Kane, Stand: 34. Spieltag 2024/25)[147][204][98]
- meiste Tore nach den ersten 51 Einsätzen: 57 (Harry Kane, Stand: 34. Spieltag 2024/25)[147][204][98]
- meiste Tore nach den ersten 52 Einsätzen: 57 (Harry Kane, Stand: 34. Spieltag 2024/25)[147][204][98]
- meiste Tore nach den ersten 53 Einsätzen: 57 (Harry Kane, Stand: 34. Spieltag 2024/25)[147][204][98]
- meiste Tore nach den ersten 54 Einsätzen: 57 (Harry Kane, Stand: 34. Spieltag 2024/25)[147][204][98]
- meiste Tore nach den ersten 55 Einsätzen: 57 (Harry Kane, Stand: 34. Spieltag 2024/25)[147][204][98]
- meiste Tore nach den ersten 56 Einsätzen: 57 (Harry Kane, Stand: 34. Spieltag 2024/25)[147][204][98]
- meiste Tore nach den ersten 57 Einsätzen: 58 (Harry Kane, Stand: 34. Spieltag 2024/25)[147][204][98]
- meiste Tore nach den ersten 58 Einsätzen: 59 (Harry Kane, Stand: 34. Spieltag 2024/25)[147][204][98]
- meiste Tore nach den ersten 59 Einsätzen: 59 (Harry Kane, Stand: 34. Spieltag 2024/25)[147][204][98]
- meiste Tore nach den ersten 60 Einsätzen: 60 (Harry Kane, Stand: 34. Spieltag 2024/25)[205]
- meiste Tore nach den ersten 61 Einsätzen: 60 (Harry Kane, Stand: 34. Spieltag 2024/25)[205]
- meiste Tore nach den ersten 62 Einsätzen: 61 (Harry Kane, Stand: 34. Spieltag 2024/25)[205]
- meiste Tore nach den ersten 63 Einsätzen: 62 (Harry Kane, Stand: 34. Spieltag 2024/25)[205]
- meiste Tore nach den ersten 64 Einsätzen: mindestens 61 (Harry Kane, Rekordwert steht noch aus, Stand: 34. Spieltag 2024/25)[205]
- meiste Tore nach den ersten 100 Einsätzen für einen Verein: 82 (Robert Lewandowski, Stand: 34. Spieltag 2024/25)[206][207]
- meiste Spiele mit Torerfolg nach den ersten 42 Einsätzen: 29 (Harry Kane, Stand: 12. Spieltag 2024/25)[208]
- meiste Spiele mit Torerfolg nach den ersten 43 Einsätzen: 30 (Harry Kane, Stand: 12. Spieltag 2024/25)[208]
- meiste Spiele mit Torerfolg nach den ersten 44 Einsätzen: 30 (Harry Kane, Stand: 12. Spieltag 2024/25)[208]
- die schnellsten drei, vier und fünf Bundesligatore in einem Spiel: Robert Lewandowski. Am 22. September 2015 (6. Spieltag) erzielte er im Heimspiel gegen den VfL Wolfsburg fünf Tore innerhalb von neun Minuten. Er traf in der 51., 52., 55., 57. und 60. Spielminute, was jeweils den schnellsten Hattrick (3 Minuten, 19 Sekunden), Vierer- und Fünferpack der Bundesliga darstellt (Guinness World Record). Auch ist er der erste Einwechselspieler, der fünf Tore in einem Spiel erzielte.[209]
- meiste Fünferpacks: 4 (Gerd Müller)[176]
- meiste Viererpacks: 10 (Gerd Müller)[176]
- Spieler, der in einer Hinrunde eine jeweils zweistellige Anzahl an Toren sowie Torvorlagen erreichte: Harry Kane (16 Tore und 10 Vorlagen, 2024/25; gemeinsam mit Omar Marmoush, 15 Tore und 10 Vorlagen, für Eintracht Frankfurt, 2024/25 (gelang zwei Spielern in derselben Hinrunde), seit Datenerfassung der Vorlagen 1988/89)[210]
  - auch meiste Tore eines Spielers, der in einer Hinrunde eine jeweils zweistellige Anzahl an Toren sowie Torvorlagen erreichte: Harry Kane (16 Tore und 10 Vorlagen, 2024/25, seit Datenerfassung der Vorlagen 1988/89)[210]
  - auch meiste Scorerpunkte eines Spielers, der in einer Hinrunde eine jeweils zweistellige Anzahl an Toren sowie Torvorlagen erreichte: Harry Kane (26 Scorerpunkte, bei 16 Toren und 10 Vorlagen, 2024/25, seit Datenerfassung der Vorlagen 1988/89)[210]
- meiste aufeinanderfolgende Spiele in der Bundesliga: 442 (Sepp Maier, von 1966 bis 1979)[211]
- meiste Saisonspiele ohne Gegentor: 21 (Manuel Neuer, 2015/16)
- nach nur 183 Bundesligaspielen zum 100. Mal ohne Gegentor: Manuel Neuer (am 25. Februar 2017, 22. Spieltag, beim 8:0-Sieg gegen den Hamburger SV)[212]
- meiste Zu-Null-Spiele gegen denselben Bundesliga-Gegner: Manuel Neuer (17× gegen Hertha BSC, Stand: Saisonende 2022/23)[213]
- meiste Siege eines Spielers im Duell mit demselben Bundesliga-Gegner: je 23 (2 Spieler, je gegen Werder Bremen, Stand: 21. Spieltag 2024/25)[214][30][215][216][217]
  - Thomas Müller
  - Manuel Neuer
- meiste Siege eines Feldspielers im Duell mit demselben Bundesliga-Gegner: 23 (Thomas Müller, gegen Werder Bremen, Stand: 21. Spieltag 2024/25)[214][30]
- meiste Siege eines Torhüters im Duell mit demselben Bundesliga-Gegner: 23 (Manuel Neuer, gegen Werder Bremen, Stand: 21. Spieltag 2024/25)[215][216][217]
- meiste Siege in den ersten 100 Bundesligaspielen: 85 (Javi Martínez)[218]
- schnellste 100 Siege eines Spielers: nach 120 Einsätzen (Javi Martínez, 100. Sieg am 18. Spieltag 2018/19 beim 3:1-Sieg bei der TSG Hoffenheim)[176][219]
- schnellste 150 Siege eines Spielers: nach 193 Einsätzen (Arjen Robben, Stand: 10. Spieltag 2024)[220]
- schnellste 200 Siege eines Spielers: nach 272 Einsätzen (David Alaba, Stand: 21. Spieltag 2024/25)[60]
  - auch schnellste 200 Siege eines ausländischen Spielers: nach 272 Einsätzen (David Alaba, Österreicher, Stand: 21. Spieltag 2024/25)[60]
  - schnellste 200 Siege eines deutschen Spielers: nach 275 Einsätzen (Thomas Müller, Stand: 21. Spieltag 2024/25)[60]
- schnellste 300 Siege eines Spielers: nach 411 Einsätzen (Thomas Müller, als einziger Feldspieler, Stand: 21. Spieltag 2024/25)[170]
  - auch schnellste 300 Siege eines Feldspielers: nach 411 Einsätzen (Thomas Müller, als einziger Feldspieler, Stand: 12. Spieltag 2024)[170]
- meiste Spiele in Folge ohne Niederlage: 56 (Jérôme Boateng) Im Zeitraum vom 3. November 2012 bis zum 19. Dezember 2014 blieb er, wenn er für den FC Bayern München Bundesligaspiele bestritt, ungeschlagen.[221][222]
- erster Teenager (im Alter von unter 20 Jahren) mit 50 Siegen: Jamal Musiala (19 Jahre und 255 Tage)[223]
- Torhüter mit den meisten Siegen in Folge: 18 (Manuel Neuer, von Oktober 2013 bis Ende März 2014)[224]
- meiste Auswärtsspielminuten in Folge ohne Gegentreffer: 588 (2. bis 17. Spieltag 2014/15)[224]
- Torhüter mit den meisten Auswärtsspielminuten in Folge ohne Gegentreffer: Manuel Neuer (588; 2. bis 17. Spieltag 2014/15)[224]
- meiste Torvorlagen: Thomas Müller (178, Stand: 29. Spieltag 2024/25)[225][157]
- meiste Torvorlagen innerhalb einer Bundesliga-Saison: 22 (Thomas Müller, 2× nacheinander: 2019/20 und 2020/21)[226]
- meiste Torvorlagen im Duell gegen einen Bundesliga-Gegner: 17 (Thomas Müller gegen SV Werder Bremen, Stand: 21. Spieltag 2024/25)[227]
- meiste Eckstöße mit Torfolge ausgeführt: Joshua Kimmich (42, Stand: 19. Spieltag 2024/25; seit Datenerfassung im Jahr 1992)[228][229]
  - damit 26 Ecken mit Torfolge in Serie ausgeführt (zuvor letztmals nach Ausführung eines anderen Spielers (Thomas Müller) im November 2019 erfolgreich)[230]
- meiste Tore nach Vorlage eines selben Spielers in einem Kalenderjahr, seit Beginn der

Datenerfassung 2004/05: 8 (2×; gemeinsam mit Alassane Pléa auf Marcus Thuram (2022 für Borussia Mönchengladbach))
- - Thomas Müller auf Mario Gómez (2011)
  - Thomas Müller auf Robert Lewandowski (2021)
- erste Co-Produktion zweier englischer Spieler: Eric Dier gab Harry Kane die Vorlage zum zwischenzeitlichen 1:0 (beim 2:1-Sieg beim SC Freiburg, am 19. Spieltag 2024/25)[232][233]
- meiste Strafstöße zugesprochen bekommen: 367 (Stand: 25. Spieltag 2024/25)[234]
- meiste Strafstöße verwandelt: 293 (Stand: 25. Spieltag 2024/25)[234]
- am häufigsten zum Strafstoß angetreten: Gerd Müller (63, davon verwandelt: 51)[234]
- meiste Strafstöße in einer Saison verwandelt: Paul Breitner (10, 1980/81)[235]
- Trainer mit den meisten Meisterschaften mit einem Verein: Udo Lattek (6, Stand: Saisonende 2023/24)[236]
- Trainer mit den meisten Siegen: Udo Lattek (184, Stand: 15. Spieltag 2024/25)[237]
- meiste Tore in einem Spiel in Unterzahl erzielt: 4 (beim 4:0 gegen den VfB Stuttgart am 20. März 2021; gemeinsam mit Eintracht Frankfurt beim 4:0 gegen Hansa Rostock am 6. September 2000 und Mainz 05 beim 1:5 bei der TSG 1899 Hoffenheim am 24. November 2019)
  - meiste Tore in einer Halbzeit in Unterzahl erzielt: 4 (beim 4:0 gegen den VfB Stuttgart am 20. März 2021)[238]
- Nahm an den meisten offiziellen Eröffnungsspielen der Bundesliga teil: 15 (davon 12 Siege und 3 Unentschieden (55:12 Tore) Stand: Saison 2024/25)[239][9]
- meiste Siege in offiziellen Eröffnungsspielen: 12 (Stand: Saison 2024/25)[227]
- am häufigsten das erste Tor der Saison erzielt: 18× (auch dem Umstand geschuldet, die meisten Eröffnungsspiele bestritten zu haben: 15, Stand: Saison 2024/25)[227][239]
- Spieler, der am häufigsten das erste Tor der Saison erzielte: Thomas Müller (3×, auch dem Umstand geschuldet, dass der FC Bayern die meisten Eröffnungsspiele bestritten hat: 15, Stand: Saison 2023/24)[240]
  - 2010/11
  - 2014/15
  - 2018/19
- Spieler, der an den meisten ersten Spieltagen traf: Robert Lewandowski (8×, davon 7× in Folge, Stand: 2024/25)[241][242]
- meiste Spiele in Folge ohne Niederlage am 1. Spieltag: 13 (11 Siege und 2 Unentschieden, laufend, Stand: 1. Spieltag 2024/25)[243]
- jüngster ausländischer Spieler, der 8 Tore erzielte: Mathys Tel (18 Jahre und 149 Tage, Franzose, Stand: 23. September 2023)[244]
- jüngster Spieler mit 50 Einsätzen: Mathys Tel (19 Jahre und 7 Tage, am 4. Mai 2024, 32. Spieltag 2023/24)[38]
- meiste Torbeteiligungen nach den ersten 7 Einsätzen: 12 (Harry Kane, 8 Tore und 4 Vorlagen, seit detaillierter Datenerfassung ab der Saison 2004/05, Stand: 11. Spieltag 2024/25)[142]
- meiste Torbeteiligungen nach den ersten 10 Einsätzen: 20 (Harry Kane, 15 Tore und 5 Vorlagen, seit detaillierter Datenerfassung ab der Saison 2004/05, Stand: 11. Spieltag 2024/25)[245]
- meiste Torbeteiligungen nach den ersten 35 Einsätzen: 53 (Harry Kane, 40 Tore und 13 Vorlagen, seit detaillierter Datenerfassung ab der Saison 2004/05, Stand: 11. Spieltag 2024/25)[246]
- meiste Torbeteiligungen nach den ersten 36 Einsätzen: 56 (Harry Kane, 41 Tore und 15 Vorlagen, seit detaillierter Datenerfassung ab der Saison 2004/05, Stand: 11. Spieltag 2024/25)[246]
- meiste Torbeteiligungen nach den ersten 37 Einsätzen: 56 (Harry Kane, 41 Tore und 15 Vorlagen, seit detaillierter Datenerfassung ab der Saison 2004/05, Stand: 11. Spieltag 2024/25)[246]
- meiste Torbeteiligungen nach den ersten 38 Einsätzen: 57 (Harry Kane, 41 Tore und 16 Vorlagen, seit detaillierter Datenerfassung ab der Saison 2004/05, Stand: 11. Spieltag 2024/25)[246]
- meiste Torbeteiligungen nach den ersten 39 Einsätzen: 60 (Harry Kane, 44 Tore und 16 Vorlagen, seit detaillierter Datenerfassung ab der Saison 2004/05, Stand: 11. Spieltag 2024/25)[246][137]
- meiste Torbeteiligungen nach den ersten 40 Einsätzen: 61 (Harry Kane, 45 Tore und 16 Vorlagen, seit detaillierter Datenerfassung ab der Saison 2004/05, Stand: 11. Spieltag 2024/25)[246][80]
- meiste Torbeteiligungen nach den ersten 41 Einsätzen: 64 (Harry Kane, 47 Tore und 17 Vorlagen, seit detaillierter Datenerfassung ab der Saison 2004/05, Stand: 11. Spieltag 2024/25)[246][80]
- meiste Torbeteiligungen nach den ersten 42 Einsätzen: 64 (Harry Kane, 47 Tore und 17 Vorlagen, seit detaillierter Datenerfassung ab der Saison 2004/05, Stand: 11. Spieltag 2024/25)[246][80]
- meiste Torbeteiligungen nach den ersten 43 Einsätzen: 67 (Harry Kane, 50 Tore und 17 Vorlagen, seit detaillierter Datenerfassung ab der Saison 2004/05, Stand: 11. Spieltag 2024/25)[203][246][80]
- meiste lupenreine Hattricks: 15 (Stand: 11. Spieltag 2024/25)[247]
- Spieler mit den meisten lupenreinen Hattricks nach 11 Spieltagen einer Saison: Harry Kane (2 lupenreine Hattricks, 2024/25)[248]
- am häufigsten nach 8. Spieltagen ungeschlagen: 15× (Stand: 2024/25)[27]
- bester Tabellendritter nach 8 Spieltagen: mit 20 Punkten (2023/24)[27]
  - Auch der Tabellenvierte nach 8 Spieltagen (Borussia Dortmund) errang bis zum selben Zeitpunkt 20 Punkte, wobei dieser der beste Tabellenvierte ist (siehe auch: Borussia Dortmund).[249]
- in den meisten Spielen mindestens 5 Tore erzielt: 208 (Stand: 17. Spieltag 2024/25)[250][251]
- in den meisten Spielen in einer Saison mindestens 8 Tore erzielt: 2 (2023/24, gemeinsam mit dem MSV Duisburg, 1965/66, Stand: Saisonende 2023/24)[252]
- in den meisten Spielen in einer Saison mindestens 3 Tore erzielt: 22 (2024/25, Stand: 34. Spieltag 2024/25)[253]
- meiste Siege in Folge eines Trainers zu Beginn einer Amtszeit: 7 (Otto Rehhagel, zu Saisonbeginn 1995/96)[176]
- bester Tabellenzweiter nach 10 Spieltagen: 26 Punkte und 38:7 Tore (2023/24)[254]
- bester Tabellenzweiter nach 11 Spieltagen: 29 Punkte und 42:9 Tore (2023/24)[255]
- bester Tabellenzweiter nach 12 Spieltagen: 32 Punkte und 43:9 Tore (2023/24)[255][89][70]
- bester Tabellenzweiter nach 16 Spieltagen: 41 Punkte und 50:15 Tore (2023/24, das Nachholspiel vom 13. Spieltag wurde berücksichtigt, Stand: 25. Januar 2024)[141][92]
- bester Tabellenzweiter nach 18 Spieltagen: 44 Punkte und 53:16 Tore (2023/24, Stand: 24. Januar 2024)[256]
- bester Tabellenzweiter nach 20 Spieltagen: FC Bayern (50 Punkte und 59:19 Tore, 2023/24)[199][257]
- frühester Saisonzeitpunkt, zu welchem ein Spieler die Marke des Torschützenkönigs einer anderen Saison übertraf: nach nur 11 Spieltagen; entspricht 32,35 % einer kompletten Saison (Harry Kane übertraf mit 17 Toren 2023/24 die 16 Tore der Saison 2022/23 von Niclas Füllkrug (Werder Bremen) und Christopher Nkunku (RB Leipzig))[189][258]
  - egalisierte auch die Marken von:
    - Fredi Bobic (VfB Stuttgart): 17 Tore (VfB Stuttgart, 1995/96)
    - Thomas Allofs (1. FC Köln) und Roland Wohlfarth (FC Bayern): 17 Tore (1988/89)
- frühester Zeitpunkt an dem einem Spieler der dritte Dreierpack innerhalb einer Bundesliga-Saison gelang: 10. Spieltag (mindestens 2×, auch Harry Kane, 2023/24, gegen den VfL Bochum am 5. Spieltag, Darmstadt 98 am 9. Spieltag und Borussia Dortmund am 10. Spieltag)[188]
- frühester Zeitpunkt an dem einem Spieler der vierte Dreierpack innerhalb einer Bundesliga-Saison gelang: 23. Spieltag (Gerd Müller, 1973/74)[188]
- niederländischer Rekordtorschütze Arjen Robben (99 Tore, Stand: 11. Spieltag 2024/25)[259][220]
- englischer Rekordtorschütze: Harry Kane (57 Tore: Bis zum Zeitpunkt der Rekordübernahme wurden 200 Tore durch Engländer erzieht. Kane hatte einen Anteil von 41 (20,5 %). Stand: 25. Spieltag 2024/25)[260][261][262][149]
- meiste Saisontore eines Engländers: 36 (Harry Kane, in 32 Einsätzen, 2023/24, Stand: Saisonende 2023/24)[38][263][198][199][10][251][264]
  - Nach nur 12 Spieltagen wurde der Rekord mit 18 Toren gebrochen (Harry Kane, nach seinen ersten 12 Einsätzen).[263]
- meiste Tore in einer Saison zu Beginn der Bundesliga-Karriere: 36 (Harry Kane, nach 32 Einsätzen, 2023/24, Stand: Saisonende 2023/24)[38][150][199][251][133][264]
- meiste Tore eines ausländischen Spielers in einer Saison zu Beginn der Bundesliga-Karriere: 36 (Harry Kane, Engländer, nach 32 Einsätzen, Stand: Saisonende 2023/24)[38][150][199][251][264]
- wenigste Einsätze, um 5× mindestens 3 Tore in einem Spiel zu erzielen: 35 (Harry Kane, Stand: 11. Spieltag 2024/25)[265]
- wenigste Einsätze, um 6× mindestens 3 Tore in einem Spiel zu erzielen: 39 (Harry Kane, Stand: 11. Spieltag 2024/25)[265][248]
- wenigste Einsätze, um 7× mindestens 3 Tore in einem Spiel zu erzielen: 43 (Harry Kane, Stand: 11. Spieltag 2024/25)[248][265]
- meiste Dreierpacks in einer Saison zu Beginn der Bundesliga-Karriere: 4 (Harry Kane, nach 25 Einsätzen, 2023/24, Stand: Saisonende 2023/24)[149][264]
- meiste Dreierpacks in einem Kalenderjahr: Gerd Müller (6, 1972)[60]
- meiste Mehrfachpacks in einer Saison zu Beginn der Bundesliga-Karriere: 9 (Harry Kane, nach 32 Einsätzen, 2023/24, Stand: Saisonende 2023/24)[40][264]
- Spieler, der gegen die meisten unterschiedlichen Gegner innerhalb einer Saison mindestens einen Treffer erzielte: 3 von insgesamt 4 Spielern gelang dies für den FC Bayern, gemeinsam mit Aílton für Werder Bremen, 2003/04.[266]
  - jeweils gegen 16 der 17 möglichen Gegner wurde getroffen
    - Gerd Müller (2×, 1966/67 und 1969/70)
    - Robert Lewandowski (2×, 2019/20 und 2020/21)
    - Harry Kane (2023/24)
- Spieler, der gegen jeden Gegner innerhalb einer Saison mindestens einen Treffer erzielte und/oder vorbereitete: Harry Kane traf gegen 16 von 17 Gegner mindestens 1× und gab eine Vorlage gegen den SC Freiburg, gegen welchen er nicht traf (36 Tore und 10 Vorlagen, 2023/24, Stand: Saisonende 2023/24)[267][268]
- meiste direkt auf das Tor gelangte Schüsse in einer 1. Halbzeit: 11 (gegen den VfB Stuttgart, im November 2015 beim 4:0 (4:0), gemeinsam mit den Stuttgartern selbst, gegen Bayer Leverkusen 1:1 (1:1), am 14. Spieltag 2023/24; seit Datenerfassung ab der Saison 2004/05)[269][270]
- am häufigsten in Folge das jeweils letzte Spiel eines Kalenderjahres nicht verloren: 40× (laufend, seit 1985, 26 Siege und 14 Unentschieden, zuletzt 12 Siege, Stand: 2024)[271][191][196]
- am häufigsten in Folge das jeweils letzte Spiel eines Kalenderjahres gewonnen: 12× (laufend, seit 2013, Stand: 2024)[271]
- erster Einwechselspieler, dem 3 Torvorlagen gelangen: Franck Ribéry (innerhalb von nur 9 Minuten, beim 6:0 gegen den VfL Wolfsburg am 9. März 2019, seit beginnen Datenerfassung 2004/05)[272][273]
- meiste Heimsiege gegen einen anderen Gegner: 43 (gegen Eintracht Frankfurt, Stand: 23. Spieltag 2024/25)[65][64]
- Spieler mit den meisten Spielen ohne Niederlage gegen einen anderen Gegner: Thomas Müller (25 Spiele, gegen Werder Bremen, davon 22 Siege und 3 Unentschieden, bis einschließlich 1. Spieltag 2023/24)[214][30]
- Spieler mit den meisten Siegen in Folge gegen einen anderen Gegner, ohne dass es zu einer Niederlage kam: Joshua Kimmich (14 Siege, gegen Werder Bremen, bis einschließlich 1. Spieltag 2023/24, 1. Niederlage, beim 0:1, am 18. Spieltag 2023/24)[214][30]
- erster Trainer, der einen Titelhattrick schaffte: Udo Lattek (1971/72, 1972/73 und 1973/74)
- meiste Meisterschaften als ausländischer Trainer: 3 (Pep Guardiola, Spanier)
- einziger ausländischer Meistertrainer mit Titelhattrick: Pep Guardiola (Spanier)
- erster ausländischer Meistertrainer, der zuvor als Spieler Meister wurde: Niko Kovač (2002/03 als Spieler und 2018/19 als Trainer, jeweils mit dem FC Bayern)[274]
- Trainer mit der frühesten Herbstmeisterschaft: nach 14 von 17 Spieltagen (Jupp Heynckes, mit dem FC Bayern, 2012/13)[275][276]
- Trainer mit den meisten Punkten nach den ersten 11 Spieltagen einer Saison: Pep Guardiola (31 Punkte; 10 Siege und ein Unentschieden, 2015/16, gemeinsam mit Xabi Alonso, 2023/24, mit Bayer Leverkusen)[277]
- Trainer mit den meisten Punkten nach den ersten 12 Spieltagen einer Saison: Pep Guardiola (34 Punkte; 11 Siege und ein Unentschieden, 2015/16, gemeinsam mit Xabi Alonso, 2023/24, mit Bayer Leverkusen)[277][278][279]
- Trainer mit den meisten Punkten nach den ersten 13 Spieltagen einer Saison: Pep Guardiola (37 Punkte; 12 Siege und ein Unentschieden, 2015/16)[277][280][281]
- Trainer mit den meisten Punkten nach den ersten 14 Spieltagen einer Saison: Pep Guardiola (40 Punkte; 13 Siege und ein Unentschieden, 2015/16)[277][282]
- Trainer mit den meisten Auswärtssiegen zu Beginn der Amtszeit: Ottmar Hitzfeld (4 Siege, 1998/99, gemeinsam mit Ivica Horvat, 1964/65 bei Eintracht Frankfurt)[74]
- Trainer mit den meisten Punkten nach den ersten 8 Spieltagen zu Beginn der Amtszeit: Ottmar Hitzfeld (22, 1998, Stand: 8. Spieltag 2024/25)[208]
- Trainer mit den meisten Punkten nach den ersten 9 Spieltagen zu Beginn der Amtszeit: Ottmar Hitzfeld (25, 1998, Stand: 9. Spieltag 2024/25)[115]
- meiste Spielzeiten in Folge mit mindestens 15 Treffern: 13 (Gerd Müller, 1965/66 bis 1977/78)[283]
  - auch meiste Spielzeiten in Folge mit mindestens 10 Treffern: 13 (Gerd Müller, 1965/66 bis 1977/78)[283]
- meiste Scorerpunkte nach 4 Spieltagen: 10 (Robert Lewandowski, 2020/21, seit der Datenerfassung 2004/05)[284]
- meiste Tore während der ersten 9 Spiele nach Amtsantritt eines Trainers: 32 (1. bis 9. Spieltag 2024/25, unter Vincent Kompany, Stand: 9. Spieltag 2024/25)[115]
- wenigste Torschüsse in einem Spiel zugelassen: keinen (2×, seit Beginn der Datenerfassung ab der Saison 1992/93, Stand: 18. Spieltag 2024/25)[159]
  - beim 5:0-Sieg gegen Werder Bremen (am 4. Spieltag 2024/25)
  - beim 6:0-Sieg gegen Werder Bremen (am 8. Spieltag 2014/15)
- wenigste gegnerische Torschüsse nach 10 Spieltagen zugelassen: 52 (2024/25, davon kamen 17 direkt auf das Tor (ohne Aluminiumtreffer), es resultierten daraus 7 Gegentreffer, seit Datenerfassung 1992, Stand: 10. Spieltag 2024/25)[203]
- wenigste gegnerische Torschüsse, die direkt auf das Tor kamen (ohne Aluminiumtreffer), nach 10 Spieltagen zugelassen: 17 (2024/25, von 52 gegnerischen Versuchen insgesamt, es resultierten daraus 7 Gegentreffer, seit Datenerfassung 1992, Stand: 10. Spieltag 2024/25)[203]
- jüngster Meistertrainer: Julian Nagelsmann (34 Jahre, 2021/22)[285]
- meiste Punkte eines Trainers nach den ersten 11 Spielen zu Beginn der Bundesligakarriere: 29 (2 Trainer; gemeinsam mit Klaus Toppmöller, für Eintracht Frankfurt, 1993/94, Stand: 11. Spieltag 2024/25)[286][287]
  - Vincent Kompany (1. bis 11. Spieltag 2024/25)
  - Pep Guardiola (1. bis 11. Spieltag 2013/14)
- Trainer mit den meisten Punkten nach den ersten 12 Spielen zu Beginn der Bundesligakarriere: 32 (Pep Guardiola, 1. bis 12. Spieltag 2013/14, Stand: 12. Spieltag 2024/25)[288]
- Trainer mit den meisten Spielen ohne Niederlage zu Beginn der Bundesligakarriere: 28 (Pep Guardiola, 1. bis 12. Spieltag 2013/14, Stand: 12. Spieltag 2024/25)[289][288]
- Trainer mit mindestens 12 Spielen ohne Niederlage zu Beginn der Bundesligakarriere: 2 Trainer (gemeinsam mit Karl-Heinz Feldkamp, 14 Spiele, für den 1. FC Kaiserslautern, 1978, Stand: 15. Spieltag 2024/25)[289][288]
  - Vincent Kompany (12, 1. bis 12. Spieltag 2024/25)
  - Pep Guardiola (28, 1. bis 28. Spieltag 2013/14)
- prozentual höchsten Ballbesitz in einer ersten Halbzeit: 86:14 (bei der 2:4-Niederlage, gegen den 1. FC Heidenheim, am 13. Spieltag 2024/25 (Halbzeitergebnis: 0:1-Rückstand), Stand: 13. Spieltag 2024/25)[290][291]
- meiste Einsätze im deutschen „Klassiker“ (Duell zwischen dem FC Bayern und Borussia Dortmund und andersrum): Thomas Müller (29 Einsätze, für den FC Bayern; gemeinsam mit Mats Hummels, für beide Teams, Stand: 29. Spieltag 2024/25)[292]
- Spieler, der die meisten Tore am 34. Spieltag erzielte: Jupp Heynckes (17 Tore)[253]

### Negativrekorde
- Deutscher Meister mit den wenigsten Punkten (nach 3-Punkte-Regel): 63 (2000/01)[293][294]
- schnellstes Eigentor erzielt: Leon Goretzka (13 Sekunden nach Anpfiff, für den FC Augsburg, mit dem FC Bayern München, am 15. Februar 2019)[295]
- meiste gelbe Karten für eine Mannschaft in einem Spiel: 8 (9, wenn erste gelbe bei Gelb/Rot für Bixente Lizarazu mitzählt; beim 1:1 gegen Borussia Dortmund am 28. Spieltag 2000/01)[296]
- meiste Auswechslungen: 191 (Thomas Müller, Stand: 34. Spieltag 2024/25)[225][176][61][53][297]
- meiste Strafstöße verschossen: Gerd Müller (12)[298]
- höchste Niederlage eines amtierenden Meisters zum Saisonauftakt: 0:6 (bei den Kickers Offenbach, 1974/75, es war das einzige Mal, dass der FC Bayern den letzten Tabellenplatz belegte, Stand: 2024/25)[299][300]

### Vereinsintern
- Rekordspieler: Thomas Müller (503 Einsätze, Stand: 34. Spieltag 2024/25)[171][301][205][160][302][303][304][305]
- Rekordtorhüter: Sepp Maier (473 Einsätze)[302][306]
- Rekordausländer: Franck Ribéry (273 Einsätze, Franzose, Stand: 32. Spieltag 2024/25)[307]
- meiste Einsätze ohne Platzverweis: Thomas Müller (501, Stand: 32. Spieltag 2024/25)[240][160]
- meiste Siege eines Torhüters: 278 (Manuel Neuer, bei 366 Einsätzen, Stand: 33. Spieltag 2024/25)[308][165][166][163][142][167][168][169][170][164][40]
- Torhüter mit den meisten Spielen in Folge ohne Niederlage: Manuel Neuer (48, von November 2012 bis März 2014, Stand: 32. Spieltag 2024/25)[309]
- in den meisten unterschiedlichen Bundesliga-Spielzeiten für den FC Bayern zum Einsatz gekommen: Thomas Müller (17, ohne Unterbrechung, laufend, Stand: 2008/09–2024/25).[310][227]
- jüngster Spieler: Paul Wanner (16 Jahre und 15 Tage)[311]
- ältester Spieler: Bernd Dreher (40 Jahre und 198 Tage)[312][313]
- ältester Debütant: Michael Probst (33 Jahre und 19 Tage, am 9. Dezember 1995)[314]
- älteste Startelf: 30,6 Jahre (beim 3:1-Sieg gegen den MSV Duisburg, im März 2006, Stand: Saisonende 2023/24)[40]
- erster Torschütze: Rainer Ohlhauser (21. August 1965, 2. Spieltag 1965/66, 24. Minute zum 1:0, beim 2:0-Sieg gegen Eintracht Frankfurt)[315]
- jüngster Torschütze: Mathys Tel (17 Jahre und 136 Tage, gegen den VfB Stuttgart am 6. Spieltag 2022/23, Stand: Saisonende 2023/24)[316]
- ältester Torschütze: Lothar Matthäus (38 Jahre und 244 Tage, 20. November 1999, beim 6:1-Sieg gegen den SC Freiburg, Stand: Saisonende 2023/24)[317][312]
- frühester Treffer: nach 11 Sekunden (Giovane Élber, am 31. Januar 1998 beim 3:0-Sieg über den Hamburger SV, Stand: 18. Spieltag 2024/25)[312]
- frühester Auswärtstreffer: nach 15 Sekunden (Jamal Musiala, zum zwischenzeitlichen 1:0 bei Holstein Kiel, am 3. Spieltag 2024/25, Stand: 18. Spieltag 2024/25)[200]
- Anzahl Niederlagen innerhalb einer Saison: je 1 (2×, Stand: Saisonende 2023/24)
  - 1986/87
  - 2012/13
- meiste Tore nach den ersten beiden Einsätzen: je 3 (3×)[318]
  - Gustav Jung (1967)
  - Adolfo Valencia (1993)
  - Harry Kane (1. und 2. Spieltag 2023/24)
- meiste Tore nach den ersten 4 Einsätzen: je 4 (6×)[319]
  - Rainer Ohlhauser (1965/66)
  - Gerd Müller (1965/66)
  - Jürgen Wegmann (1987/88)
  - Paolo Guerrero (2004/05)
  - Miroslav Klose (2007/08)
  - Harry Kane (2023/24)
- meiste Tore nach den ersten 5 Einsätzen: 7 (Harry Kane, 2023/24)[143]
- meiste Tore nach den ersten 6 Einsätzen: je 8 (2×)[320][321]
  - Harry Kane (2023/24)
  - Miroslav Klose (2007/08)
- meiste Tore nach den ersten 8 Einsätzen: 9 (Harry Kane, 2023/24)[322]
- meiste Tore nach den ersten 50 Einsätzen: 36 (Luca Toni)[323]
- meiste Jokertore nach dem 5. Spieltag: je 3 (2×)[244]
  - Tim Borowski (2008/09)
  - Mathys Tel (2023/24)
- meiste Spiele in Folge mit Treffer zu Beginn der Bundesliga-Karriere: je 3 (3×)[318]
  - Ruggiero Rizzitelli (1996)
  - Luca Toni (2007)
  - Mario Mandžukić (2012)
- jüngster Spieler mit 100 Einsätzen: Jamal Musiala (20 Jahre und 297 Tage)[191]
- jüngster ausländischer Spieler mit 100 Einsätzen: Alphonso Davies (22 Jahre und 122 Tage, kanadisch-Liberianer)[324]
- jüngster Spieler mit 9 Toren: Jamal Musiala[325]
- jüngster Spieler mit 10 Toren: Mathys Tel (am 16. März 2024 erreicht, Stand: 26. Spieltag 2023/24)[150]
- jüngster Spieler mit 11 Toren: Mathys Tel (am 20. April 2024 erreicht, Stand: 30. Spieltag 2023/24)[150]
- U19-Spieler mit den meisten Toren: Mathys Tel (11 Tore, am 20. März 2024 erreicht, Stand: 30. Spieltag 2023/24)[251]
- jüngster Spieler mit 30 Toren: Jamal Musiala (21 Jahre und 4 Tage, am 1. März 2024, Stand: Saisonende 2023/24)[325]
- jüngster Spieler mit 31 Toren: Jamal Musiala (21 Jahre und 12 Tage, am 9. März 2024, Stand: Saisonende 2023/24)[325][251]
- jüngster Spieler mit 32 Toren: Jamal Musiala (21 Jahre und 19 Tage, am 16. März 2024, Stand: Saisonende 2023/24)[325][251][133]
  - auch jüngster Spieler mit 33 Toren: Jamal Musiala (21 Jahre und 19 Tage, am 16. März 2024, Stand: Saisonende 2023/24)[325][251][133]
- jüngster Spieler mit 40 Toren: Gerd Müller (Stand: 13. Spieltag 2024/25)[228]
- jüngster Spieler mit 100 Toren: Gerd Müller (23 Jahre und 335 Tage, Stand: 13. Spieltag 2024/25)[326]
- meiste Jokergegentore in einer Saison: 13 (2022/23; Seit Mai 2020 sind aufgrund der COVID-19-Pandemie 5 Wechsel pro Spiel erlaubt.)[31]
- meiste Strafstöße in Folge verwandelt: 16 (Serie riss am 25. Spieltag 2024/25, durch eine Strafstoß von Serge Gnabry, der gegen Timo Horn vom VfL Bochum den linken Pfosten traf, Stand: 29. Spieltag 2024/25)[57][327]
  - 14 durch Harry Kane
  - 1 durch Serge Gnabry
  - 1 durch Joshua Kimmich
- meiste Strafstöße, die in einem Duell dem Gegner zugesprochen wurden: 19 (für Werder Bremen, Stand: 21. Spieltag 2024/25)[9]
- meiste Strafstöße in einer Saison verursacht: 10 (2022/23)[328]
- meiste Niederlagen im Duell mit einem anderen Gegner: 28 (gegen Borussia Mönchengladbach, von 113 Duellen, Stand: 32. Spieltag 2024/25)[285][329][9][46]
- am häufigsten im Duell mit einem Gegner in Rückstand geraten: 46 (gegen Werder Bremen, Stand: Saisonende 2023/24)[9]
- meiste Heimniederlagen in Serie: 3 (im Jahr 1966)[41]
- meiste Heimspiele in Folge mit Torerfolg gegen einen anderen Gegner: 39 (gegen den Hamburger SV, laufend, seit 1979)[330]
- meiste Auswärtsniederlagen in Folge gegen einen anderen Gegner: 2 (gegen den FC Augsburg, Stand: Saisonende 2023/24)[331][198]
  - 0:1 (September 2022)
  - 1:2 (November 2021)
- meiste Minuten in Folge ohne Gegentreffer: 802 (Oliver Kahn, 2002/03)[332]
- meiste Spiele in Folge mit Tor nach Eckball: 4 (März/April 2019, seit detaillierter Erfassung im Jahr 2004/05)[244]
- meiste Tore in einem Spiel: 6 (beim 6:2-Sieg gegen den VfL Bochum am 30. April 2005)[333]
- schlechteste Tabellenplatzierung nachdem man nach dem 8. Spieltag ungeschlagen war: Platz 3 (2023/24, gelang dem FC Bayern 14×, folglich 13× mit Platz 1 oder 2, Stand: 2023/24)[27]
- meiste Tore in nur einer Halbzeit: 8 (2. Halbzeit beim 8:0-Sieg über Darmstadt 98, 9. Spieltag 2023/24)[334][250][27][335]
- meiste Dreierpacks in Folge: 2 (3×)[254]
  - Harry Kane: 2023
  - Mario Gómez: 2011
  - Roy Makaay: 2005
- meiste Eigentore: 4 (Franz Beckenbauer)[336]
- meiste Minuten in Folge ohne Gegentreffer gegen einen anderen Gegner: 693 (Manuel Neuer, gegen Eintracht Frankfurt, 2011 bis 2016)[337]
- Nation, aus welcher die meisten unterschiedlichen ausländischen Spieler eingesetzt wurden: Frankreich (15 Spieler, Stand: 1. Spieltag 2024/25)[199][338]
  - Michael Olise
  - Sacha Boey
  - Mathys Tel
  - Dayot Upamecano
  - Tanguy Nianzou
  - Benjamin Pavard
  - Michaël Cuisance
  - Lucas Hernández
  - Corentin Tolisso
  - Kingsley Coman
  - Franck Ribéry
  - Valérien Ismaël
  - Willy Sagnol
  - Jean-Pierre Papin
  - Bixente Lizarazu
- meiste Niederlagen eines Spielers: 103 (Sepp Maier, bei 473 Einsätzen)[329]
- höchster Sieg: 11:1 (gegen Borussia Dortmund, am 27. November 1971, Stand: 9. Spieltag 2024/25)[339]
- höchster Auswärtssieg: 8:1 (gegen den FC St. Pauli, am 7. Mai 2011, Stand: 9. Spieltag 2024/25)[339]
- meiste Spiele in Folge zu Beginn der Rückrunde, in welchen man mindestens einen Gegentreffer kassierte: 11 (2×, Stand: Saisonende 2023/24)[340][150][341][342]
  - 18. bis 28. Spieltag 1980/81
  - 18. bis 28. Spieltag 2023/24
- meiste Saisontreffer durch Spieler, die in der entsprechenden Saison ihr Bundesligadebüt gaben: 39 (durch 3 verschiedene Spieler, 2023/24, Stand: Saisonende 2023/24)[343]
  - Harry Kane (36)
  - Aleksandar Pavlović (2)
  - Kim Min-jae (1)
- meiste Spiele in Folge gegen einen anderen Gegner, in denen man mindestens einen Treffer erzielte: 34 (gegen den VfL Wolfsburg, 96 Tore, laufend, seit einem 0:0-Unentschieden im Mai 2008, Stand: 18. Spieltag 2024/25)[135]
- meiste Spiele in Folge ohne Niederlage gegen Aufsteiger: 32 Spiele (2010 bis 2018, Stand: 4. Spieltag 2024/25)[129]
- meiste Punkte eines Trainers nach den ersten 10 Spielen zu Beginn der Amtszeit: 26 (3 Trainer, Stand: 10. Spieltag 2024/25)[287]
  - Vincent Kompany (1. bis 10. Spieltag 2024/25)
  - Pep Guardiola (1. bis 10. Spieltag 2013/14)
  - Branko Zebec (1. bis 10. Spieltag 1968)
- meiste Punkte eines Trainers nach den ersten 11 Spielen zu Beginn der Amtszeit: 29 (2 Trainer, Stand: 11. Spieltag 2024/25)[287]
  - Vincent Kompany (1. bis 11. Spieltag 2024/25)
  - Pep Guardiola (1. bis 11. Spieltag 2013/14)
- meiste unterschiedliche Torschützen in einer Hinrunde: 15 (2024/25, Stand: 2024/25)[112]
  - Michael Olise (5 Tore)
  - Joshua Kimmich (1 Tor)
  - Kim Min-jae (1 Tor)
  - Harry Kane (16 Tore)
  - Kingsley Coman (3 Tore)
  - Dayot Upamecano (2 Tore)
  - Thomas Müller (1 Tor)
  - Jamal Musiala (9 Tore)
  - Konrad Laimer (1 Tor)
  - Leroy Sané (5 Tore)
  - Alphonso Davies (1 Tor)
  - Raphaël Guerreiro (1 Tor)
  - Leon Goretzka (1 Tor)
  - Serge Gnabry (3 Tore)
  - Aleksandar Pavlović (1 Tor)
- wenigste Torschüsse in einem Spiel abgegeben: 2 (beim 0:0-Unentschieden bei Bayer Leverkusen am 22. Spieltag 2024/25, seit Beginn der Datenerfassung 1992, Stand: 22. Spieltag 2024/25)[344]
- wenigste Torschüsse in einer 1. Halbzeit abgegeben: keinen (beim 0:0-Unentschieden bei Bayer Leverkusen am 22. Spieltag 2024/25, seit Beginn der Datenerfassung 1992, Stand: 22. Spieltag 2024/25)[344]
- erster japanischer Torschütze: Hiroki Itō (zur zwischenzeitlichen 2:0-Führung, beim 4:0-Sieg über Eintracht Frankfurt, am 23. Spieltag 2024/25)[345]
- Torhüter mit den wenigsten Punkten aus den ersten beiden Einsätzen: Jonas Urbig (1 Punkt, am 25. und 26. Spieltag 2024/25, Stand: 30. Spieltag 2024/25)[346]
- Torhüter mit den meisten Einsätzen, ohne je ohne Gegentreffer geblieben zu sein: Jonas Urbig (5 Einsätze, 8 Gegentreffer, bis 29. Spieltag 2024/25, Stand: 30. Spieltag 2024/25)[292][347][205]
- meiste Einsätze in Folge ohne Niederlage ab dem ersten Einsatz bei einem Verein: 39 (Jérôme Boateng, Stand: 29. Spieltag 2024/25)[292]
- Spieler mit den meisten Torvorlagen in der ersten Saison für den Verein: Michael Olise (13 Vorlagen, 2024/25, laufend, Stand: 32. Spieltag 2024/25)[285][171][348]
- erster Spieler, der in der ersten Saison für den Verein zweistellige Werte bei Toren und Vorlagen aufweist (seit Beginn der detaillierten Datenerfassung, 2004/05): Michael Olise (12 Tore und 15 Vorlagen, 2024/25, laufend, Stand: 34. Spieltag 2024/25)[285][171][348][126]